# San Emiliano (Allande)
San Emiliano, o Santo Miyao en asturià, és una parròquia del conceyu asturià d'Allande. Té una superfície de 25,34 km² i una població de 63 habitants (INE Arxivat 2016-03-03 a Wayback Machine., 2011) repartides en els 10 nuclis que la formen.
El seu codi postal és el 33885.

## Entitats de població
- San Emiliano: es troba a 320 msnm en el vessant oest del pic Valongo i a una distància de 37 quilòmetres de Pola de Allande. Té una població de 20 persones.
- Bevarasao
- Bojo (Boxo)
- Buslavín (Busllavín)
- Ema
- Fresnedo de San Emiliano (Freisnedo)
- Murias
- La Quintana (A Quintá)
- Vallinas (Vallías)
- Villadecabo